# Ptelea (Evros)
Ptelea  este un oraș în Grecia în Prefectura Evros.